# Fernie Flaman
Ferdinand Charles „Fernie“ Flaman (* 25. Januar 1927 in Dysart, Saskatchewan; † 22. Juni 2012 in Westwood, Massachusetts) war ein kanadischer Eishockeyspieler und -trainer, der von 1946 bis 1961 für die Boston Bruins und Toronto Maple Leafs in der National Hockey League spielte.

## Karriere
Flaman spielte während seiner Juniorenzeit in der Eastern Hockey League für die Brooklyn Crescents und Boston Olympics. Seine Entwicklung wurde durch den Spielermangel beschleunigt, der durch den Zweiten Weltkrieg ausgelöst worden war. Schon mit 16 Jahren kam er in der Saison 1944/45 zu seinem Debüt bei den Boston Bruins in der National Hockey League. Ein Jahr später folgte ein weiteres Spiel. Nach 23 Einsätzen in der Saison 1946/47, die er noch zur Hälfte bei den Hershey Bears in der American Hockey League spielte, schaffte er es, sich einen Stammplatz bei den Bruins zu erarbeiten. Drei Jahre stärkte er mit seiner defensiven Spielweise die Verteidigung der Bruins, bevor er Mitte November 1950 unter anderem mit Leo Boivin an die Toronto Maple Leafs abgegeben wurde, die hierfür Bill Ezinicki nach Boston schickten. 
Nachdem er anfangs in die AHL zu den Pittsburgh Hornets geschickt worden war, schaffte er bald den Sprung in die NHL zurück und war aufgrund seiner Einbürgerung nach Elwyn „Doc“ Romnes und Roger Jenkins erst der dritte Spieler aus den Vereinigten Staaten im Trikot der Maple Leafs. Gleich in seinem ersten Jahr gewann er mit dem neuen Team seinen ersten Stanley Cup. Nachdem der Held der Finalserie, Bill Barilko, in der Sommerpause tödlich verunglückte, wurde Flamans Rolle im Team noch wichtiger. Nach der Saison 1953/54 hielten die Leafs ihre Verteidigung für kompakt genug um Flaman abzugeben. Er kehrte zu den Boston Bruins zurück.
Dieses Mal war er einer der dominierenden Spieler bei den Bruins und gab der Verteidigung zusätzlichen Halt. Er war vier Jahre Mannschaftskapitän. Er engagierte sich auch für die Rechte der Spieler und war an der Gründung der ersten Spielergewerkschaft, einem Vorläufer der National Hockey League Players’ Association beteiligt. Nach mehr als 900 Spielen beendete er 1961 seine Laufbahn in der NHL.
In der AHL schloss er sich den Providence Reds an, bei denen er als Spieler, Trainer und General Manager agierte. Als er das Team 1965 verließ, wurde er in die Rhode Island Hockey Hall of Fame aufgenommen. Als Trainer und General Manager wechselte er zu den Fort Worth Wings in die Central Hockey League.
Als Scout kehrte er 1969 zu den Bruins zurück. Sein Fokus lag auf Talenten in den amerikanischen Universitätsligen. So kam er auch zur Position als Trainer der Northeastern University in Boston, Massachusetts, wo er für seine Erfolge mehrfach ausgezeichnet wurde.
Eine besondere Ehre war 1990 die Aufnahme in die Hockey Hall of Fame.

## Sportliche Erfolge
- Stanley Cup: 1951

### Persönliche Auszeichnungen
- Second All-Star Team: 1955, 1957 und 1958
- Teilnahme am NHL All-Star Game: 1952, 1955, 1956, 1957, 1958 und 1959